# Zawodność państwa
Zasugerowano, aby zintegrować ten artykuł z artykułem Niesprawności państwa. Nie opisano powodu propozycji integracji.
Zawodność państwa w ekonomii jest analogią zawodności rynku na polu sektora publicznego i występuje w sytuacji, gdy alokacja dóbr lub zasobów dokonywana przez władze publiczne jest nieefektywna. Zagadnieniem tym po raz pierwszy zajęto się na polu teorii wyboru publicznego a rozwinęli je przedstawiciele nowej ekonomii instytucjonalnej oraz ekonomii kosztów transakcyjnych. Jej występowanie jest często używanym argumentem na rzecz deregulacji.
Zawodność państwa nie jest związana z nieefektywnością zastosowania konkretnego rozwiązania, ale z systemową niezdolnością władz publicznych do wprowadzenia ekonomicznie efektywnego rozwiązania problemu w określonych okolicznościach. Należy podkreślić, że dotyczy to nie tylko problemów związanych z zawodnością rynku. Efektywność ekonomiczna przyjmuje różne definicje na polu zagadnienia zawodności państwa. Najczęściej wykorzystywane z nich to optimum Pareta oraz kryterium Kaldora-Hicksa.
Mechanizm powstawania nieefektywności ekonomicznej polega na wpływie regulacji na rachunek ekonomiczny podmiotów gospodarczych.